# گمینا مدکا
گمینا مدکا (به لهستانی:  Gmina Medyka) یک گمینا در لهستان است که در شهرستان پژمشل واقع شده‌است. گمینا مدکا ۶۰٫۶۷ کیلومتر مربع مساحت و ۶٬۴۵۹ نفر جمعیت دارد.